# HamSphere

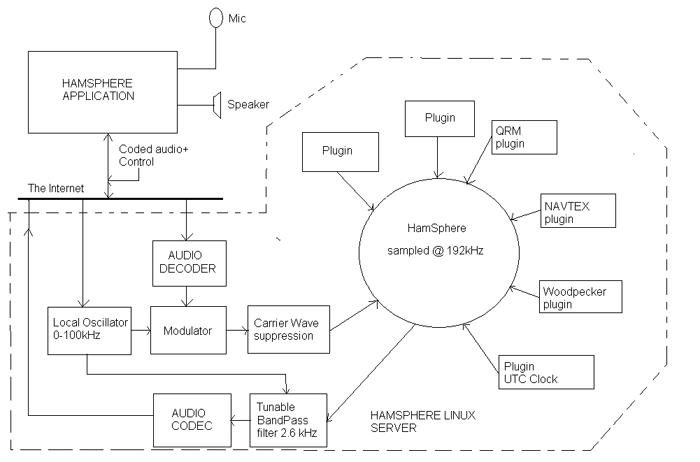
Diagrama esquemático que muestra el sistema de transceptor virtual HamSphere.

HamSphere es un software basado en la radioafición que permite a radioaficionados licenciados oficialmente y a cualquiera interesado en la radioafición comunicarse con otros utilizando una "ionosfera virtual" en la red, esto es, a semejanza de la ionosfera en el cielo donde las ondas de radio rebotan y permiten su captación mediante receptores, el software emula un transreceptor que emite y recibe mensajes en la forma en que la radioafición suele hacerlo, utilizando las líneas telefónicas como una ionosfera. Fue diseñado por Kelly Lindman, un radiaficionado con indicativo 5B4AIT.
El sistema permite conexiones mundiales entre operadores de radio o aficionados entusiastas de radio a través de la banda ancha de Internet. En general el sistema es como otras aplicaciones VoIP (tales como Skype), lo novedoso es la simulación de propagación de onda corta en una pantalla que representa un transreceptor. Funciona como un chat de voz donde cada canal es un punto del dial en el que es posible la comunicación entre emisores y receptores, como en una comunicación normal entre radioaficionados. Emula a los chat de voz de Internet, pero mientras estos reflejan su actividad por el número de personas que concurren a una sala, en HamSphere la actividad sonora se refleja en la intensidad de la onda sin especificar el número de personas que concurren en el punto del dial desde donde se produce la comunicación. Se indica en su panel en forma de excitación de una onda de mayor o menor intensidad la actividad de la comunicación, de la misma manera en la que en un transreceptor se localizan estaciones desde las cuales se observa si existe actividad sea recibiendo o emitiendo para poder comunicarse con ellas.
Antes de utilizar el programa es necesario registrar un indicativo tal y como los radioaficionados poseen cuando son licenciados, aunque es posible obtener un indicativo sin obtener licencia alguna. Hamsphere genera indicativos no oficiales que pueden coincidir con el verdadero indicativo de radioafición o no, por lo que su uso está abierto a cualquier usuario.
El software está escrito para el sistema operativo Microsoft Windows, Apple, o Linux Java (software platform). Existe otra edición del software para móviles Apple (iPhone, iPod touch, iPad), aunque está en fase de desarrollo. Mientras tanto, la versión de Hamsphere actual parece que será sustituida por la 3.0 en breve, es un software de pago ( unos 25 € ) en desarrollo continuo con futuro y buena aceptación entre los usuarios de radioafición que se conectan a Internet.

## Futuro de Hamsphere
Del mismo modo que ya la radio digital puede escucharse en modo recepción desde un lugar estático con tecnología ADSL, y ya que últimamente ya se han fabricado receptores de radio para sintonizar emisoras que emiten desde la red, tanto para el hogar como para el vehículo (véase receptores como Blaupunkt 600i), puede llegar a ser una tecnología que simule los transreceptores de radio convencionales con el alcance que da la tecnología telefónica y el control desde el volante de dicho software desde un vehículo con un display adecuado. Puede llegar a ser un modo de comunicación simulando CB desde el vehículo controlable como se controla la radio convencional desde el receptor o desde el volante. 
La versión actual es 4.0, e incluye mejoras con respecto a la anterior 3.0. Simula por completo una comunicación de radio entre transreceptores dotadas de antenas de varios tipos, por lo que la comunicación será posible cuando el alcance que proporcione las antenas, las condiciones de la ionosfera en tiempo real, el número de vatios empleados y la dirección de la comunicación sea establecida, lo que convierte a Hamsphere en un simulador de radio más próximo a la verdadera radioafición.

## Usos
Se puede operar de dos maneras en HamSphere:
- Modo simulación on. Permite al usuario mantener conexiones bajo condiciones parecidas a las escuchadas de un transreceptor. Las señales pueden variar de intensidad y la interferencia se manifiesta dando al usuario la impresión de que utiliza un verdadero transreceptor de comunicaciones.
- Modo simulación off. Permite ponerse en contacto con otros usuarios que estén utilizando el programa en modo VoIP, como un chat de voz o una llamada Skype.

## Modos operativos
HamSphere emula de los receptores de radio dos tipos de modulación:
- Double-sideband suppressed-carrier transmission o DSB (LSB y USB) es el modo por defecto en el que el operador utiliza y escucha la voz mediante micrófono y/o altavoces.
- Continuous wave o CW en el que el operador utiliza el modo por el cual emite o recibe mensajes en Código Morse( solo en la versión registrada ).

## Modelos de propagación
El algoritmo de propagación de las ondas está basado en un modelo estocástico y una pregrabación del entorno de la señal. Se consigue induciendo múltiples caminos electromagnéticos simulados digitalmente para producir una señal distorsionada (fading).

## Detector y filtros
Las señales son recibidas y convertidas en formas audibles utilizando un detector que mezcla la señal grabada con la señal recibida. El resultado de la señal de audio decodificada se filtra más tarde con un filtro con un ancho de banda de 2.8 khz.